# مصطفى حديد
مصطفى حديد (25 أغسطس 1988 بكابل في أفغانستان - ) هو لاعب كرة قدم أفغاني في مركزي الهجوم والدفاع. شارك مع منتخب أفغانستان لكرة القدم. أما مع النوادي، فقد لعب مع Altonaer FC von 1893 ‏ وFC Eintracht Norderstedt 03 ‏.

## روابط خارجية
- مصطفى حديد على موقع قاعدة بيانات كرة القدم.إي يو (الإنجليزية)
- مصطفى حديد على موقع ناشيونال فوتبول تيمز (الإنجليزية)
- مصطفى حديد على موقع Soccerway.com (الإنجليزية)